# Fritillaria verticillata
Fritillaria verticillata là một loài thực vật có hoa trong họ Liliaceae. Loài này được Willd. miêu tả khoa học đầu tiên năm 1799.